# Grand Prix Formule 1 van Argentinië 1958
De Grand Prix Formule 1 van Argentinië 1958 werd gehouden op 19 januari op het Autódromo Oscar Alfredo Gálvez in Buenos Aires. Het was de eerste race van het seizoen.

## Uitslag
| Pos. | Nr. | Coureur            | Constructeur  | Rondes | Tijd / Oorzaak uitval | Grid | Punten |
| ---- | --- | ------------------ | ------------- | ------ | --------------------- | ---- | ------ |
| 1    | 14  | Stirling Moss      | Cooper-Climax | 80     | 2:19:33.7             | 7    | 8      |
| 2    | 16  | Luigi Musso        | Ferrari       | 80     | +2,7 s                | 5    | 6      |
| 3    | 20  | Mike Hawthorn      | Ferrari       | 80     | +12,6 s               | 2    | 4      |
| 4    | 2   | Juan Manuel Fangio | Maserati      | 80     | +53,0 s               | 1    | 4S     |
| 5    | 4   | Jean Behra         | Maserati      | 78     | +2 Rondes             | 4    | 2      |
| 6    | 8   | Harry Schell       | Maserati      | 77     | +3 Rondes             | 8    |        |
| 7    | 6   | Carlos Menditeguy  | Maserati      | 76     | +4 Rondes             | 6    |        |
| 8    | 10  | Paco Godia         | Maserati      | 75     | +5 Rondes             | 9    |        |
| 9    | 12  | Horace Gould       | Maserati      | 71     | +9 Rondes             | 10   |        |
| DNF  | 18  | Peter Collins      | Ferrari       | 0      | Aandrijving           | 3    |        |

## Statistieken
| Pole-position | Juan Manuel Fangio | Maserati | 1:42.0 |
| Snelste ronde | Juan Manuel Fangio | Maserati | 1:41.8 |

1953 · 1954 · 1955 · 1956 · 1957 · 1958 · 1960 · 1971 · 1972 · 1973 · 1974 · 1975 · 1977 · 1978 · 1979 · 1980 · 1981 · 1995 · 1996 · 1997 · 1998